# Místopisný seznam měst, vesnic a samot Hřebečska
Následující místopisný seznam měst, vesnic a samot Hřebečska vychází z mapy Hřebečského jazykového ostrova publikované v Mitteilungen zur Volkskunde des Schönhengster Landes z roku 1906, pro potřeby článku byl použit seznam z článku Místopisný slovník Hřebečska pro 19. a 20. století, který vyšel v Moravskotřebovských vlastivědných listech č. 13, 2002, s. 9-37 (tento seznam uvádí  272 položek (vesnice, osady, části obcí (např. Mandžursko) samoty (Myší Díra), osamělé hostince (např. Generál Laudon), mlýny (Dolský Mlýn) nebo výletní místa (Světlý Důl)).
| Německý název (do r. 1945)                                                                                                  | Starší český název (do r. 1945) | Současný český název | První písemná zmínka        | Historická země | Soudní okres (1900) | Panství (statek) 1848            |
| --- | --- | --- | --------------------------- | --------------- | ------------------- | -------------------------------- |
| Abtsdorf, Markt-Abtsdorf | Opatov | Opatov | 1347                        | Čechy           | Litomyšl            | Litomyšl                         |
| Allerheiligten | Vyšehoří, Vyšehoře, Vyšší Hoří, Vyšehoř, Vyšehora                                                                                                 | Vyšehorky, místní část obce Líšnice                                                                                                  | 1369                        | Morava          | Mohelnice           | Mírov                            |
| Alt-Moletein | Starý Maletín, Starý Moletín | Starý Maletín, místní část obce Maletín                                                                                              | 1317                        | Morava          | Mohelnice           | Mírov                            |
| Alt-Türnau, Alttürnau | Stará Trnávka (osada Trnávky) | Stará Trnávka (součást obce Městečko Trnávka)                                                                                        | 1365                        | Morava          | Moravská Třebová    | Trnávka                          |
| Alt-Waldek, Altwaldek | Starý Valdek (osada Mikulče) | Starý Valdek (součást obce Opatovec)                                                                                                 | 1696                        | Čechy           | Litomyšl            | Litomyšl                         |
| Altstadt, Altendorf | Staré Město | Staré Město | 1270                        | Morava          | Moravská Třebová    | Moravská Třebová                 |
| Altstädter Gaße, Gaße | Staroměstská ulice (část Starého Města) | název zanikl, součást obce Staré Město                                                                                               | 1365                        | Morava          | Moravská Třebová    | Moravská Třebová                 |
| Am Hof, Hof Ludwigsdorf | Dvůr (část Ludvíkova) | název zanikl, součást Pacova a s ním místní část obce Městečko Trnávka                                                               | 1787/1789                   | Morava          | Moravská Třebová    | Moravská Třebová                 |
| Amerika | Amerika (samota u Starého Maletína, 1900 | samota zanikla, lokace na území obce Maletín                                                                                         |                             | Morava          | Mohelnice           | -                                |
| Annabad, Annabrünnel | Anenská Studánka, Anenské Lázně (samota u Kunžvaldu)                                                                                              | název Anenská Studánka přenesen na bývalý Kunžvald, jehož je součástí                                                                | 1678                        | Čechy           | Lanškroun           | Lanškroun                        |
| Aschengrund, Aschergrund | neexistoval (Popelna?), část Dolní Hynčiny | místo označované jako Popelák, případně nesprávně Zejfy, součást obce Hynčina                                                        | 1872                        | Morava          | Zábřeh              | -                                |
| Atzing | neexistoval | označení Na Acinku, součást obce Javorník                                                                                            | založeno po r. 1789         | Morava          | Svitavy             | Svitavy                          |
| Aujezd, Augezd, Augest | Újezd, Oujezd | Újezd, místní část města Mohelnice                                                                                                   | 1384                        | Morava          | Mohelnice           | Žádlovice                        |
| Beerhof | neexistoval (samota, původně hájovna, pak hostinec u Starého Maletína)                                                                            | Jahodnice, součást obce Maletín | ?                           | Morava          | Mohelnice           | -                                |
| Berg | Na Kopci (část Borušova | název zanikl, součást obce Borušov                                                                                                   | ?                           | Morava          | Moravská Třebová    | -                                |
| Bergstadtl, Bergstadt | Hůrky (Horní Město?), část Starého Maletína | název zanikl, součást obce Maletín                                                                                                   | ?                           | Morava          | Mohelnice           | -                                |
| Bergwerk | Doly (samota u Boršova) | název zanikl, dnes součást Boršova, místní část města Moravská Třebová                                                               | ?                           | Morava          | Moravská Třebová    | -                                |
| Bleiche, Bleich | neexistoval (samota u Hynčinova) | název zanikl. na místě je dům č. 22, součást obce Hynčina                                                                            | ?                           | Morava          | Zábřeh              | -                                |
| Blosdorf | Mladějov | Mladějov na Moravě | 1365                        | Morava          | Moravská Třebová    | Moravská Třebová                 |
| Blumenau | Květná | Květná | 1347                        | Čechy           | Litomyšl            | Litomyšl                         |
| Bohnau | Banín | Banín | 1291                        | Čechy           | Polička             | Bystré                           |
| Böhmisch-Hermsdorf | Kamenná Horka, Kamenná Hora (osada Koclířova | Kamenná Horka (vytvořena spojením české a moravské části obce)                                                                       | 1398                        | Čechy           | Litomyšl            | Litomyšl                         |
| Böhmisch-Lotschnau, Böhmisch-Lutschnau, Böhmisch-Lotschnau, Viertel-Lutschnau                                               | Český Lačnov, Česká Lačná (osada Opatovce) | Český Lačnov, součást obce Opatovec                                                                                                  | 1310/1329                   | Čechy           | Litomyšl            | Litomyšl                         |
| Böhmisch-Rausenstein, Böhmisch-Rauhenstein                                                                                  | Ostrý Kámen (osada Karle) | Ostrý Kámen, místní část obce Karle vytvořená spojením české a moravské části obce                                                   | 1668                        | Čechy           | Litomyšl            | Litomyšl                         |
| Böhmisch-Rothmühl | Česká Radiměř | Radiměř (obec vytvořena spojením České a Moravské Radiměře)                                                                          | 1291                        | Čechy           | Polička             | Polička                          |
| Böhmisch-Wiesen, Wiesen | Česká Dlouhá, Dlouhá | Dlouhá, vzniklo spojením České a Moravské Dlouhé, katastrální území Česká Dlouhá ovšem zachováno, součást města Březová nad Svitavou | 1437/1557                   | Čechy           | Polička             | Bystré                           |
| Braunerhäusel | Braunerův Domek (samota, později výletní místo u Moravské Třebové)                                                                                | Na Srnčí, rekreační zařízení, součást města Moravská Třebová                                                                         | ?                           | Morava          | Moravská Třebová    | -                                |
| Briesen, Brisen | Březina | Březina | 1365                        | Morava          | Moravská Třebová    | Moravská Třebová                 |
| Brünnersteig | Brlenka, Brněnka (osada u Litrbachů) | Brlenka, součást obce Čistá | 1690                        | Čechy           | Litomyšl            | Litomyšl                         |
| Brünnlitz | Brněnec | Brněnec | 1557                        | Čechy           | Polička             | Bělá                             |
| Brüsau, Bruesau, Brisau | Březová | Březová nad Svitavou | 1295                        | Morava          | Svitavy             | Svitavy                          |
| Budigsdorf | Krasíkov, Krasikov | Krasíkov | 1275                        | Morava          | Zábřeh              | Zábřeh, statek Krasíkov          |
| Darschilek, Dařzilek | Dařílek, Dařílky (osada Horních Libchav) | názvy Dařílka a Na Dařílce součástí Horních Libchav a s nimi místní část obce Libchavy                                               | 1794                        | Čechy           | Ústí nad Orlicí     | Lanškroun                        |
| Deutsch-Bielau, Deutsch-Biela                                                                                               | Německá Bělá, Bělá | Bělá nad Svitavou | 1502                        | Čechy           | Polička             | Bělá                             |
| Dittersbach | Horní Dobrouč | Horní Dobrouč, místní část obce Dolní Dobrouč                                                                                        | 1292                        | Čechy           | Lanškroun           | Lanškroun                        |
| Dittersbach | Stašov, Staršov | Stašov | 1557                        | Čechy           | Polička             | Bystré                           |
| Dittersdorf | Dětřichov, Jetřichova Ves, Dětřichovice | Dětřichov | 1347                        | Čechy           | Litomyšl            | Litomyšl                         |
| Dittersdorf | Dětřichov, Jetřichov, Mostečná, Mostečné | Dětřichov u Moravské Třebové (do r. 1960 Dětřichov u Starého Města)                                                                  | 1321                        | Morava          | Moravská Třebová    | Moravská Třebová                 |
| Dörfles, Doerfles, Dörflein                                                                                                 | Derflík, Dorflík | Víska u Jevíčka | 1258                        | Morava          | Jevíčko             | Moravská Třebová                 |
| Dreibuchen | Buková (osada Studené Loučky) | Buková, součást Studené Loučky, místní část města Mohelnice                                                                          | 1728                        | Morava          | Mohelnice           | Žádlovice                        |
| Dreihöf | Oldřichovice | Oldřichovice, místní část města Ústí nad Orlicí                                                                                      | 1292                        | Čechy           | Ústí nad Orlicí     | Lanškroun                        |
| Dwatzetin, Dwazetin | Vacetín, Dvacetín (osada Svinova) | Vacetín, součást obce Pavlov |                             |                 |                     |                                  |
| Einsicht | Samota (samota u Moravské Třebové) | název zanikl spolu se samotou, součást města Moravská Třebová                                                                        | po 1835                     | Morava          | Moravská Třebová    | Moravská Třebová                 |
| Elsaß-Lothringen | Alsasko-Lotrinsko (část Moravské Chrastové) | název zanikl, součást Moravské Chrastové jako místní část obce Brněnec                                                               |                             |                 |                     |                                  |
| Feldmühle | Mlýn v Poli (osamocený mlýn u Chornice) | Červený Mlýn součástí obce Chornice                                                                                                  | ?                           | Morava          | Jevíčko             | Moravská Třebová                 |
| Felepagrund | Felepův Grunt (samota u Horní Hynčiny) | název Samoty či Pohledy - Samoty na katastrálním území Horní Hynčina jako místní část obce Pohledy                                   | ?                           | Morava          | Svitavy             | -                                |
| Finkenstein | Na Kvíčalce (samota, část u Malíkova, část u Pacova)                                                                                              | Na Kvíčalce (součást obce Malíkov a Pacova, místní části obce Městečko Trnávka                                                       | ?                           | Morava          | Moravská Třebová    | -                                |
| Friedrichsthal, Friedrichstal                                                                                               | Bedřichov | název i osídlení zaniklo, součást obce Koruna                                                                                        | 1875                        | Morava          | Moravská Třebová    | -                                |
| Fürstengrund | Knížecí Sady (Knížecí Grunt), část Zábřeha | název zanikl, součást města Zábřeh                                                                                                   | konec 18. stol.             | Morava          | Zábřeh              | Zábřeh                           |
| Gaier, Gayer, Geyer | Gajer, osada Janova | Gajer, místní část obce Janov | 1663                        | Čechy           | Litomyšl            | Litomyšl                         |
| General Laudon | Generál Laudon (osamocený hostinec u Albrechtic)                                                                                                  | Generál Laudon, dnes charitní domov, součást obce Albrechtice                                                                        | ?                           | Čechy           | Lanškroun           | Lanškroun                        |
| Glaselsdorf, Glaslsdorf | Sklené, Sklenné, Sklenná | Sklené | 1317/1320                   | Morava          | Svitavy             | Svitavy                          |
| Goldbrunn, Goldbrünnel, Waldel                                                                                              | Balda (osada Jedlové, část částí Stašova) | Balda, součást obcí Jedlová a částí též Stašova a Bystré                                                                             | 1740                        | Čechy           | Polička             | Bystré                           |
| Gratzl | neexistoval (část Grándorfu) | název zanikl, součást obce Hradec nad Svitavou                                                                                       | ?                           | Morava          | Svitavy             | Svitavy                          |
| Greifendorf | Grándorf, Grandorf | Hradec nad Svitavou | 1270                        | Morava          | Svitavy             | Svitavy a město Svitavy (část)   |
| Groß-Poidl, Groß-Poidel, Gross-Poidl                                                                                        | Podolí, Velké Podolí, Hrubé Podolí, Německé Podolí                                                                                                | Podolí, místní část města Mohelnice                                                                                                  | 1381                        | Morava          | Mohelnice           | Mírov                            |
| Groß-Triebendorf, Grosstriebendorf, Grosseittriebendorf, Triebendorf, Markt-Triebendorf (po sloučení s Malým Třebařovem)    | Velký Třebařov, Hrubý Střebařov, Velký Třebárov, Velký Třebovárov, Třebovařov, od roku 1884 Třebařov (po sloučení Velkého a Malého Třebařova)     | Třebařov | 1267                        | Morava          | Moravská Třebová    | Zábřeh                           |
| Grund-Mürau, Muerau-Grund, Müraugrund                                                                                       | Mírovský Grunt, Mírov Grunt, Doly, Dolní Mírov (osada Mírova)                                                                                     | Mírovský Grunt, součást obce Mírov                                                                                                   | zal. kolem 1770             | Morava          | Mohelnice           | Mírov                            |
| Grunddorf | Dlouhá Ves, Nový Křižanov (osada Křižanova) | Dlouhá Ves, místní část obce Hynčina                                                                                                 | zal. 1779                   | Morava          | Mohelnice           | Mírov                            |
| Grünau, Gruenau | Gruna, Grůnov | Gruna | 1365                        | Morava          | Moravská Třebová    | Moravská Třebová                 |
| Heinzhof, Heinzenhof | Hynčinov, Hynčín, Dvůr Henčenský, Novosad Hynčin, Hynčin Dvůr                                                                                     | název zanikl, součást obce Hynčina (jež vznikla spojením Dolní Hynčiny a Hynčinova                                                   | 1779                        | Morava          | Zábřeh              | Mírov                            |
| Hellgraben | Světlý Dvůr (výletní místo, část Boršova) | samota zanikla, místo je dnes v katastru Boršov jako místní část města Moravská Třebová, názvy Peklo a Světlý Důl zachovány          | ?                           | Morava          | Moravská Třebová    | -                                |
| Hertersdorf, Hettersdorf | Horní Houžovec | Horní Houžovec, městská část města Ústí nad Orlicí                                                                                   | 1292                        | Čechy           | Ústí nad Orlicí     | Lanškroun                        |
| Hilbeten, Hilbetten, Hilwetten                                                                                              | Hylváty, Hilváty (osada u Ústí nad Orlicí) | Hylváty, část města Ústí nad Orlicí                                                                                                  | 1358                        | Čechy           | Ústí nad Orlicí     | Lanškroun                        |
| Hinter-Ehrnsdorf, Hinter-Ernstdorf, Hinter-Ehrensdorf                                                                       | Zadní Arnoštov | Zadní Arnoštov, část města Jevíčko                                                                                                   | 1258                        | Morava          | Jevíčko             | Trnávka                          |
| Hinterwasser | Zářečí (osada Brněnce) | Zářečí nad Svitavou, část města Březová nad Svitavou                                                                                 | 1447                        | Čechy           | Polička             | Bělá a Bystré (část)             |
| Hohenfeld, díly: Hintere Zeile, Mittlere (Schul-) Zeile, Schück (Schenk-) Zeile, Vordere (Bischof-) Zeile                   | neexistoval, díly: Zadní Cejle, Prostřední Cejle, Hospodská Cejle, Přední Cejle (osada Dětřichova)                                                | Vysoké Pole, součást obce Dětřichov                                                                                                  | zal. 1794                   | Čechy           | Litomyšl            | Litomyšl                         |
| Hohenstadt (an der March)                                                                                                   | Zábřeh, Zábřeh nad Moravou | Zábřeh | 1254                        | Morava          | Zábřeh              | Zábřeh                           |
| Hohenstadt - Niedere Vorstadt                                                                                               | Zábřeh - Dolní Předměstí | Zábřeh - Dolní Předměstí, část města Zábřeh                                                                                          | -                           | Morava          | Zábřeh              | Zábřeh                           |
| Hohenstadt - Obere Vorstadt                                                                                                 | Zábřeh - Horní Předměstí | Zábřeh - Horní Předměstí, část města Zábřeh                                                                                          | -                           | Morava          | Zábřeh              | Zábřeh                           |
| Hopfendorf | Chmelík | Chmelík | 1314                        | Čechy           | Litomyšl            | Litomyšl                         |
| Hölle | Peklo (samota u Ostrova) | název i samota zanikly, součást katastru obce Ostrov                                                                                 | ?                           | Čechy           | Lanškroun           | -                                |
| Hutberg | neexistoval (samota u Albrechtic) | název i samota zanikly, v daných místech se dnes nachází telekomunikační vysílač , katastr obce Albrechtice                          | ?                           | Čechy           | Lanškroun           | -                                |
| Charlottendorf, Scharlottendorf                                                                                             | Karlín, Šarlotka, Šarlotky | Žipotín, spolu s vlastním Žipotínem místní část obce Gruna                                                                           | 1787/1788                   | Morava          | Moravská Třebová    | Moravská Třebová                 |
| Chirles, Kirles | Krchleby, Kirchleby | Krchleby | 1273                        | Morava          | Mohelnice           | Mírov                            |
| Chrises, Chrieses | Křižanov, Křížanov | Křižanov, část obce Hynčina | 1317, obnoveno 1719         | Morava          | Mohelnice           | Mírov                            |
| Chrostau-Öhlhütten, Chrostau-Oehlhütten                                                                                     | Chrastová Lhota, Chrástová Lhota, osada Moravské Chrastové                                                                                        | Chrastová Lhota, jako část Moravské Chrastové součást obce Brněnec                                                                   | 1513                        | Morava          | Svitavy             | Svitavy                          |
| Jansdorf | Janov | Janov | 1347                        | Čechy           | Litomyšl            | Litomyšl                         |
| Jockelsdorf, Jokelsdorf | Jakubovice | Jakubovice, část obce Dolní Čermná                                                                                                   | 1304                        | Čechy           | Lanškroun           | Lanškroun                        |
| Johnsdorf | Janůvky, Janušov | Janůvky | 1365                        | Morava          | Moravská Třebová    | Moravská Třebová                 |
| Josefstadt | Josefov (část předměstí Moravské Třebové) | název zanikl, součást města Moravská Třebová                                                                                         | ?                           | Morava          | Moravská Třebová    | Moravská Třebová                 |
| Kaltenlutsch, Kalten-Lautsch, Kaltenlautsch                                                                                 | Studená Loučka | Studená Loučka, část města Mohelnice                                                                                                 | 1381                        | Morava          | Mohelnice           | Žádlovice, statek Studená Loučka |
| Kamerun | Kamerun (část Moravské Chrastové) | název zanikl, území Moravské Chrastové, část obce Brněnec                                                                            | ?                           | Morava          | Svitavy             | -                                |
| Karlsbrunn | Karle | Karle | 1336                        | Čechy           | Litomyšl            | Litomyšl                         |
| Keppertmühle | Keppertův Mlýn (osamocený mlýn u Křemačova) | název i samota zanikly, katastr Křemačova, část města Mohelnice                                                                      | ?                           | Morava          | Mohelnice           | Mírov                            |
| Ketzelsdorf, Kötzelsdorf | Koclířov, Kocléřov | Koclířov | 1347                        | Čechy           | Litomyšl            | Litomyšl                         |
| Kieferdörfl, Kieferdoerfel, Kieferdörfel                                                                                    | Borová, Borové (osada Trnávky) | Borová, součást obce Městečko Trnávka                                                                                                | 1545/1600                   | Morava          | Moravská Třebová    | Trnávka                          |
| Kieferkrautschen | Borová Krčma (osada Květné) | Borová Krčma, součást obce Květná | zal. 1694                   | Čechy           | Litomyšl            | Litomyšl                         |
| Kirchberg | Kostelní Kopec (samota u Dolní Hynčiny) | název zanikl, samota přeměněna v rekreační objekt, součást obce Hynčina                                                              | ?                           | Morava          | Zábřeh              | -                                |
| Klein-Hermigsdorf, Herwigsdorf                                                                                              | Helvíkov, Helvikov | Helvíkov, část obce Anenská Studánka                                                                                                 | 1292                        | Čechy           | Lanškroun           | Lanškroun                        |
| Klein-Jestřzeby, Kleingestrzizl, Klein-Jestrzebi, Kleinjestřeby, Klein-Jestřebí, Klein-Jestreb                              | Jestřebíčko, Malé Jestřebí (osada Jestřebí) | Jestřebíčko, součást obce Jestřebí                                                                                                   | 1582                        | Morava          | Zábřeh              | Mírov                            |
| Klein-Pobutsch | Pobučka, Malý Pobuč (samota u Pobučí) | název zanikl, území Pobučí součást obce Jestřebí                                                                                     | ?                           | Morava          | Zábřeh              | -                                |
| Klein-Poidl, Kleinpoidl | Podolíčko, Malé Podolí (osada Křemačova) | Podolíčko, součást Křemařova, části města Mohelnice                                                                                  | 1480                        | Morava          | Mohelnice           | Mírov                            |
| Klein-Triebendorf, Kleintriebendorf, Kleinseittriebendorf, Triebendorf, Markt-Triebendorf (po sloučení s Velkým Třebářovem) | Malý Třebařov, Malý Třebarov, Malý Třebárov, Třebovárovek, Třebařov (1884 spojen Malý a Velký Třebařov)                                           | Třebařov | 1267/1602                   | Morava          | Moravská Třebová    | Zábřeh                           |
| Kleinhof | Malý Dvůr (část Zábřeha) | název zanikl, součást města Zábřeh                                                                                                   | ?                           | Morava          | Zábřeh              | -                                |
| Knappendorf | Knapovec, Knapoves | Knapovec, městská část Ústí nad Orlicí                                                                                               | 1292                        | Čechy           | Ústí nad Orlicí     | Lanškroun                        |
| Kohling, Koling | Kulina, Kolina (část Albrechtic) | název i osada zanikly, součást katastru obce Albrechtice                                                                             | ?                           | Čechy           | Lanškroun           | -                                |
| Kolloredo, Colloredo | Kolorédov, Koloredov (osada Zvole, později část Zvole)                                                                                            | Kolorédov, součást obce Zvole | zal. 1787                   | Morava          | Zábřeh              | Mírov                            |
| Kornitz, Chornitz | Chornice, Kornice | Chornice | 1258                        | Morava          | Jevíčko             | Moravská Třebová                 |
| Königsberg | Královec (osada Opatova) | Královec, osada zanikla, katastr obce Opatov                                                                                         | 1760                        | Čechy           | Litomyšl            | Litomyšl                         |
| Königsfeld | Kunžvald, též Královec | Anenská Studánka | 1292                        | Čechy           | Lanškroun           | Lanškroun                        |
| Körber | neexistoval (osada Opatovce) | Košíře, součást obce Opatovec | zal. 1697                   | Čechy           | Litomyšl            | Litomyšl                         |
| Kremetschau | Křemačov, Kremečov, Křemenov, Přemačov | Křemačov, část města Mohelnice | 1273                        | Morava          | Mohelnice           | Mírov                            |
| Krönau, Kroenau, Markt-Krönau                                                                                               | Křenov, Křenová | Křenov | 1308/1365                   | Morava          | Moravská Třebová    | Moravská Třebová                 |
| Kukele | Kukle (osada Mikulče) | Kukle | 1649/1748                   | Čechy           | Litomyšl            | Litomyšl                         |
| Kunzendorf | Kunčina | Kunčina | 1270                        | Morava          | Moravská Třebová    | Moravská Třebová                 |
| Kwittein | Květín, Kvitín, Květina | Květín, část města Mohelnice | 1273                        | Morava          | Mohelnice           | Mírov                            |
| Landskron | Lanškroun, Landškroun | Lanškroun | 1285                        | Čechy           | Lanškroun           | Lanškroun                        |
| Landskron - Michelsdorfer Vorstadt                                                                                          | Lanškroun - Ostrovské Předměstí | Lanškroun - Ostrovské Předměstí | ?                           | Čechy           | Lanškroun           | Lanškroun                        |
| Landskron - Sichelsdorfer Vorstadt                                                                                          | Lanškroun - Žichlínské Předměstí | Lanškroun - Žichlínské Předměstí | ?                           | Čechy           | Lanškroun           | Lanškroun                        |
| Langendon | Langendony (osada Zadního Arnoštova) | Lípa, součást Zadního Arnoštova, části města Jevíčko                                                                                 | zal. kol. 1790              | Morava          | Jevíčko             | Trnávka                          |
| Langenlutsch, Langenlutsch                                                                                                  | Dlouhá Loučka | Dlouhá Loučka | 1365                        | Morava          | Moravská Třebová    | Křenov                           |
| Langmühle, Zofflmühle | Langův Mlýn, Dlouhý Mlýn (osamocený mlýn u Kunčiny)                                                                                               | název zanikl, součást obce Kunčina                                                                                                   | ?                           | Morava          | Moravská Třebová    | Moravská Třebová                 |
| Laubendorf, Läubendorf, Lauwendorf                                                                                          | Limberk | Pomezí | 1265                        | Čechy           | Polička             | Bystré                           |
| Laudon | Laudon | Mezilesí, součást obce Cotkytle | zal. 1789                   | Čechy           | Lanškroun           | Lanškroun                        |
| Lauterbach | Litrbachy, Vidrpach, Vidrpachy | Čistá | 1286/1347                   | Čechy           | Litomyšl            | Litomyšl                         |
| Legstein, Legstang, Lestang, Legstong                                                                                       | neexistoval (část Malého Třebařova) | název zanikl, součást obce Třebařov                                                                                                  | ?                           | Morava          | Moravská Třebová    | Zábřeh                           |
| Lexen, Lechsen, Markt-Lechsen                                                                                               | Líšnice, Lišinka, Lestnice, Leštnice, Lištnice, Lišnice                                                                                           | Líšnice | 1348                        | Morava          | Mohelnice           | Žádlovice                        |
| Liebein, Libein | Libiva, Libov, Libivá, Libivé, Libová, Libiny, Libuň                                                                                              | Libivá, část města Mohelnice | 1273                        | Morava          | Mohelnice           | Mírov/město Mohelnice            |
| Lichtenbrunn | Bílá Studně (osada Starého Města) | Bílá Studně, místní část obce Staré Město                                                                                            | zal. 1786/1791              | Morava          | Moravská Třebová    | Moravská Třebová                 |
| Lichtenstein | Lichtenštejn, Lichtenštein (osada Šumvaldu) | název zanikl, součást obce Strážná                                                                                                   | zal. kol. 1780              | Morava          | Šilperk             | Zábřeh                           |
| Lohsen | Lázy, Láz, Lažany, Nová Ves | Lázy, místní část obce Městečko Trnávka                                                                                              | 1365                        | Morava          | Moravská Třebová    | Trnávka                          |
| Löwenau, Loewenau | Lvínov, Levenov, Levinov, Ločnov (část Zábřeha)                                                                                                   | název zanikl, součást města Zábřeh                                                                                                   | zal. 1791                   | Morava          | Zábřeh              | Zábřeh                           |
| Ludwigsdorf | Ludvíkov, Ludvikov (část Pacova) | Ludvíkov, místní část obce Městečko Trnávka                                                                                          | zal. 1787/1789              | Morava          | Moravská Třebová    | Moravská Třebová                 |
| Lukau | Luková | Luková | 1304                        | Čechy           | Lanškroun           | Lanškroun                        |
| Lußdorf, Lußorf, Lutzdorf                                                                                                   | Lubník, Lubnik | Lubník | 1278/1347                   | Morava          | Zábřeh              | Zábřeh                           |
| Mandschurei | Mandžursko (část Moravské Chrastové) | Mandžursko, součást Moravské Chrastové, část obce Brněnec                                                                            | ?                           | Morava          | Svitavy             | -                                |
| Marchmühle | Mlýn na Moravě, Moravský Mlýn (osamocený mlýn u Mohelnice)                                                                                        | název zanikl, součást města Mohelnice                                                                                                | 1522                        | Morava          | Mohelnice           | Mírov/město Mohelnice            |
| Mariakron, Maria-Kron | Koruna | Koruna | zal. 1771                   | Morava          | Moravská Třebová    | Zábřeh                           |
| Mariendorf | Mařín, Mariánov, Marianín, Maří Ves (osada Zadního Arnoštova)                                                                                     | Mařín, součást Zadního Arnoštova, části města Jevíčko                                                                                | zal. kol. 1790              | Morava          | Jevíčko             | Trnávka                          |
| Marienthal, Mariental | Mariánské Údolí (část Moravské Chrastové) | Mariánské Údolí, součást Moravské Chrastové, část obce Brněnec                                                                       | zal. kol. 1875              | Morava          | Svitavy             | -                                |
| Markt-Türnau, Neu-Tuernau, Neu-Türnau, Neutürnau, Türnau                                                                    | Trnávka, Nová Trnava, Nová Trnávka, Městečko Trnávka (vytvořena 1929 spojením Staré a Nové Trnávky)                                               | Městečko Trnávka | 1308                        | Morava          | Moravská Třebová    | Trnávka                          |
| Mausgraben | Myší Díra (samota u Dařílku) | místní názvy Myší Díra, Myšina, Pustá součástí Horních Libchav, části obce Libchavy                                                  | ?                           | Čechy           | Ústí nad Orlicí     | -                                |
| Mährisch-Hermersdorf, Hermersdorf                                                                                           | Kamenná Horka, Kamenná Hora | Kamenná Horka | 1266/1270                   | Morava          | Svitavy             | Svitavy/město Svitavy            |
| Mährisch-Chrostau | Moravská Chrastová, Chrastava, Chrastová, Chrástová                                                                                               | Moravská Chrastová, část obce Brněnec                                                                                                | 1320                        | Morava          | Svitavy             | Svitavy                          |
| Mährisch-Lotschnau, Lotschnau                                                                                               | Moravský Lačnov, Lačnov, Ločnov | Lačnov, část města Svitavy | 1320                        | Morava          | Svitavy             | Svitavy                          |
| Mährisch-Rausenstein, Rausenstein, Rauhenstein, Rauchenstein                                                                | Ostrý Kámen | Ostrý Kámen, část obce Karle | 1310/1505                   | Morava          | Svitavy             | Svitavy                          |
| Mährisch-Rothmühl | Moravská Radiměř | Radiměř (vytvořena spojením České a Moravské Radiměře)                                                                               | 1544                        | Morava          | Svitavy             | Kunštát                          |
| Mährisch-Trübau, Mährisch-Trübau                                                                                            | Moravská Třebová | Moravská Třebová | 1270                        | Morava          | Moravská Třebová    | Moravská Třebová                 |
| Mährisch-Trübau - Vorstadt                                                                                                  | Moravská Třebová - Předměstí | Moravská Třebová - Předměstí, část města Moravská Třebová                                                                            | ?                           | Morava          | Moravská Třebová    | Moravská Třebová                 |
| Mährisch-Wiesen | Moravská Dlouhá, Dlouhá Ves, Višeňov (osada Muzlova)                                                                                              | Dlouhá (vytvořena spojením České a Moravské Dlouhé), část města Březová nad Svitavou                                                 | 1513                        | Morava          | Svitavy             | Svitavy/město Březová            |
| Mändrik | Mendryka, Mendryk (osada Janova) | Mendryka, část obce Janov | 1617                        | Čechy           | Litomyšl            | Litomyšl                         |
| Michelsdorf | Ostrov, Ústrev, Oustrev, Ústrov, Ústrve | Ostrov | 1292                        | Čechy           | Lanškroun           | Lanškroun                        |
| Mittel-Lichwe | Prostřední Libchavy, Prostřední Libchava, Střední Libchavy                                                                                        | název zanikl, součást Horních Libchav, část Libchav                                                                                  | 1360/1588                   | Čechy           | Ústí nad Orlicí     | Horní Jelení                     |
| Mohrdörfl, Moehrdoerfel, Möhrdörfel                                                                                         | Mírovíček, Míroveček (osada Mírova) | Míroveček, součást obce Mírov | 1520/1535                   | Morava          | Mohelnice           | Mírov                            |
| Mohren, Mohrn, Mohrau | Javorník | Javorník | 1320                        | Morava          | Svitavy             | Svitavy                          |
| Moletein-Hof, Neumoleteiner Hof                                                                                             | Maletínský Dvůr (část Starého Maletína) | název i osídlení zaniklo, součást obce Maletín                                                                                       | zal. kol. 1779              | Morava          | Mohelnice           | Mírov                            |
| Moligsdorf | Malíkov, Molíkov | Malíkov | 1365                        | Morava          | Moravská Třebová    | Moravská Třebová                 |
| Mußlau, Mußau | Muzlov, Mozelov, Muzelov | název i obec zanikly, součást České Dlouhé, část města Březová nad Svitavou                                                          | 1513                        | Morava          | Svitavy             | Svitavy/město Březová            |
| Müglitz | Mohelnice | Mohelnice | 1141                        | Morava          | Mohelnice           | Mírov                            |
| Müglitz - Vorstadt | Mohelnice - Předměstí | Mohelnice - Předměstí | ?                           | Morava          | Mohelnice           | Mírov                            |
| Mürau, Markt-Mürau | Mírov | Mírov | 1266                        | Morava          | Mohelnice           | Mírov                            |
| Neu-Amerika | Nová Amerika (část Německé Bělé) | místní název Nová Amerika, součást obce Bělá nad Svitavou                                                                            | ?                           | Čechy           | Polička             | -                                |
| Neu-Bielau, Neu-Biela | Nová Bělá, též Lavičné, Lavečny, Lavičny | Lavičné | 1293                        | Čechy           | Polička             | Bystré                           |
| Neu-Moletein | Nový Maletín, Nový Moletín | Nový Maletín, část obce Maletín (vytvořené spojením Starého a Nového Maletína                                                        | zal. 1779                   | Morava          | Mohelnice           | Mírov                            |
| Neu-Pohres, Pohrester-Schmiede                                                                                              | Nový Borušov, též Borušovská Kovárna (samota u Borušova)                                                                                          | název zanikl, neznámá lokace na katastru obce Borušov                                                                                | ?                           | Morava          | Moravská Třebová    | -                                |
| Neu-Waldek, Neuwaldek | Nový Valdek (osada Mikulče) | Nový Valdek, součást obce Opatovec                                                                                                   | 1760                        | Čechy           | Litomyšl            | Litomyšl                         |
| Neudorf | Nová Ves, Nová Kunčina | Nová Ves, část obce Kunčina | 1365                        | Morava          | Moravská Třebová    | Moravská Třebová                 |
| Neue-Welt | Nový Svět (samota u Moravské Radiměře) | Nový Svět, součást obce Radiměř | ?                           | Morava          | Svitavy             | -                                |
| Neuhäusel | neexistoval (osamocený hostinec u Moravské Třebové)                                                                                               | název i samota zanikly, katastr města Moravská Třebová                                                                               | 1877                        | Morava          | Moravská Třebová    | -                                |
| Neumühle | Nový Mlýn (část Líšnice | název zanikl, součást obce Líšnice                                                                                                   | ?                           | Morava          | Mohelnice           | -                                |
| Neustift, Neustift-Muerau                                                                                                   | Nové Sady, Novodady (osada Mírova) | název zanikl, součást obce Mírov | zal. 1786                   | Morava          | Mohelnice           | Mírov                            |
| Neustift, Zootengrund | Nový Sad, část Malého Třebařova | původní osídlení jakož i název zanikl, přibližně na stejném místě vznikla chatová osada, katastr Petrušov, obec Staré Město          | 1824/1832                   | Morava          | Moravská Třebová    | Zábřeh                           |
| Neustift | Novosady (část Zábřeha) | název zanikl, součást města Zábřeh                                                                                                   | ?                           | Morava          | Zábřeh              | Zábřeh                           |
| Neuteich | Nový Rybník (osada Opatova) | název zanikl, součást obce Opatov | zal. 1679                   | Čechy           | Litomyšl            | Litomyšl                         |
| Nieder-Busele, Niederbusele, Unter-Busele, Unterbusele                                                                      | Dolní Bušínov, Dolní Bučín, Dolní Bušina, Dolní Buzinov, Dolní Businov, Dolní Bozeňov, Dolní Božeňov (osada Krchleb)                              | Dolní Bušínov, část města Zábřeh | 1275                        | Morava          | Mohelnice           | Mírov                            |
| Nieder-Johnsdorf | Dolní Třešňovec | Dolní Třešňovec, část města Lanškroun                                                                                                | 1304/1514                   | Čechy           | Lanškroun           | Lanškroun                        |
| Nieder-Lichwe | Dolní Libchavy, Dolní Libchava, Německé Libchavy, Německá Libchava                                                                                | Dolní Libchavy, část obce Libchavy                                                                                                   | 1360                        | Čechy           | Ústí nad Orlicí     | Lanškroun                        |
| Nieder-Rauden | Dolní Rudná, Dolní Rudné | Rudná (vytvořena spojením Dolní a Horní Rudné                                                                                        | 1513                        | Morava          | Svitavy             | Svitavy                          |
| Nieder-Schwägersdorf, Niederschwägersdorf, Unter-Schwägersdorf, Schwägersdorf                                               | Dolní Krčmy, Dolní Švakrov, Dolní Švákrov, Dolní Švagrov (osada Krčem, vytvořena spojením Dolních a Horních Krčem)                                | Dolní Krčmy, název ulice v městě Mohelnice                                                                                           | 1786                        | Morava          | Mohelnice           | Doubravice                       |
| Nieder-Waldsee, Niederwaldsee, Unter-Waldsee                                                                                | Dolní Valdsee, Dolní Valchov (osada Újezda, část části Mohelnice)                                                                                 | Dolní Válce, součást Újezda, část města Mohelnice                                                                                    | zal. 1787                   | Morava          | Mohelnice           | Mírov                            |
| Nikl, Nikel | Mikuleč, Miikulči, Mikulce | Mikuleč | 1347                        | Čechy           | Litomyšl            | Litomyšl                         |
| Ober-Busele, Oberbusele | Horní Bušínov, Horní Businov, Horní Bučina, Horní Buzinov, Horní Bušín (osada Krchleb)                                                            | název zanikl, součást obce Krchleby                                                                                                  | zal. 1779                   | Morava          | Mohelnice           | Mírov                            |
| Ober-Heinzendorf | Horní Hynčina | Horní Hynčina, část obce Pohledy | 1270                        | Morava          | Svitavy             | Svitavy                          |
| Ober-Johnsdorf | Horní Třešňovec | Horní Třešňovec | 1304                        | Čechy           | Lanškroun           | Lanškroun                        |
| Ober-Lichwe | Horní Libchavy, Horní Libchava | Horní Libchavy, část obce Libchavy                                                                                                   | 1369/1588                   | Čechy           | Ústí nad Orlicí     | Lanškroun                        |
| Ober-Rauden, Rauden, Oberrauden                                                                                             | Horní Rudná, Horní Rudné | Rudná (vytvořena spojením Horní a Dolní Rudné                                                                                        | 1365                        | Morava          | Moravská Třebová    | Moravská Třebová                 |
| Ober-Schönbrunn | Horní Jedlová (část Jedlové) | Horní Jedlová, součást obce Jedlová                                                                                                  | 1349                        | Čechy           | Polička             | Bystré                           |
| Ober-Schwägersdorf, Oberschwägersdorf, Schwägersdorf                                                                        | Horní Krčmy, Horní Krčma, Horní Švagřovice, Horní Švakrov, Horní Švákrov, Horní Švagrov (osada Krčem, vytvořena spojením Dolních a Horních Krčem) | Horní Krčmy, název zachován jako název ulice, součást města Mohelnice                                                                | zal. 1786                   | Morava          | Mohelnice           | Doubravice                       |
| Ober-Waldsee, Oberwaldsee                                                                                                   | Horní Valdsee, Horní Valchov (osada Podolí) | Horní Válce, název zanikl, součást Podolí, část města Mohelnice                                                                      | zal. 1787                   | Morava          | Mohelnice           | Mírov                            |
| Ohrnes | Javoří, Javory, Javorný, Javoř, Zavoř | Javoří, část obce Maletín | 1320                        | Morava          | Mohelnice           | Mírov                            |
| Olbersdorf | Albrechtice, Ouprachtice | Albrechtice | 1304                        | Čechy           | Lanškroun           | Lanškroun                        |
| Passek, Pasek | Paseky (osada Líšnice) | osada Paseky či Pasečky fakticky zanikla, součást obce Líšnice                                                                       | zal. kol. 1750/1771         | Morava          | Mohelnice           | Žádlovice                        |
| Patergraben | Ve Farské Rokli (samota u Dolní Hynčiny) | název zanikl, součást obce Hynčina                                                                                                   | ?                           | Morava          | Zábřeh              | -                                |
| Petersdorf, Petersgrund | Petrušov, Petrov | Petrušov, část obce Staré Město | 1316, obnovena 1568         | Morava          | Moravská Třebová    | Moravská Třebová                 |
| Pirkelsdorf | Prklišov, Pyrklišov | název zanikl, součást obce Borušov                                                                                                   | 1398                        | Morava          | Moravská Třebová    | Moravská Třebová                 |
| Pobutsch | Pobučí, Pobuč | Pobučí, část obce Jestřebí | 1275                        | Morava          | Zábřeh              | Mírov                            |
| Pohler | Pohledy, Pohled | Pohledy | 1365                        | Morava          | Moravská Třebová    | Moravská Třebová                 |
| Pohres, Pahres, Pores | Borušov, Borusov | Borušov | 1398                        | Morava          | Moravská Třebová    | Moravská Třebová                 |
| Pohreser Maut, Pohres Maut                                                                                                  | Borušovské Mýto (samota s hostincem u Gruny) | název zanikl, součást obce Borušov                                                                                                   | př. 1835                    | Morava          | Moravská Třebová    | Moravská Třebová                 |
| Porstendorf | Boršov | Boršov, část města Moravská Třebová                                                                                                  | 1280                        | Morava          | Moravská Třebová    | Moravská Třebová                 |
| Pulpetzen | Půlpecen, Polopec, Poloupeceň, Poloupečen, Poloupecen, Pulpecen (osada Chrastavce/Böhmisch-Chrostau)                                              | Půlpecen, část obce Chrastavec | 1557                        | Čechy           | Polička             | Bělá                             |
| Pulzergrund | Pulzerův Grunt (samota u Horní Hynčiny) | Samoty, Pohledy - Samoty dnes na katastru obce Horní Hynčina, části obce Pohledy                                                     | ?                           | Morava          | Svitavy             | -                                |
| Puschein | Bušín (osada Studené Loučky) | Bušín, součást Studené Loučky, části města Mohelnice                                                                                 | 1447, obnoveno 1721         | Morava          | Mohelnice           | Žádlovice                        |
| Putzendorf | Pacov, Pačov, Pácov | Pacov, část obce Městečko Trnávka | 1308                        | Morava          | Moravská Třebová    | Moravská Třebová                 |
| Quellhütten, Qualhütten | Vodárna, Pramenná, U Pramene (samota u Banína) | název zanikl, součást obce Banín | ?                           | Čechy           | Polička             | -                                |
| Ranigsdorf | Linhartice | Linhartice | 1365                        | Morava          | Moravská Třebová    | Moravská Třebová                 |
| Rathsdorf | Skuhrov | Skuhrov, část obce Česká Třebová | 1292                        | Čechy           | Lanškroun           | Lanškroun                        |
| Rattendorf | Radkov, Ratkov | Radkov | 1308/1362                   | Morava          | Moravská Třebová    | Moravská Třebová                 |
| Rehsdorf, Rensdorf, Rechsdorf                                                                                               | Radišov, Raděčov | Radišov, část obce Staré Město | 1365/1372                   | Morava          | Moravská Třebová    | Moravská Třebová                 |
| Reichenau | Rychnov | Rychnov na Moravě | 1365                        | Morava          | Moravská Třebová    | Moravská Třebová                 |
| Ribnik, Riebnig | Rybník | Rybník | 1292                        | Čechy           | Lanškroun           | Lanškroun                        |
| Riegersdorf | Modřec, Modřice, Modrc | Modřec, část města Polička | 1547                        | Čechy           | Polička             | Polička                          |
| Rippau, Rippau, Ruppau | Řepová | Řepová, část města Mohelnice | 1275                        | Morava          | Mohelnice           | Mírov                            |
| Rostitz | Rozstání, Rostání | Rozstání | 1365                        | Morava          | Moravská Třebová    | Trnávka                          |
| Rotes Wirthaus | Červená Hospoda (osamocený hostinec u Linhartic)                                                                                                  | název i samota zanikly, katastr obce Linhartice                                                                                      | ?                           | Morava          | Moravská Třebová    | -                                |
| Rudelsdorf | Rudoltice | Rudoltice | 1304                        | Čechy           | Lanškroun           | Lanškroun                        |
| Rudolfsthal | Rudolfov | Rudolfov, název zachován jako název ulice, součást města Zábřeh                                                                      | zal. 1824/1827              | Morava          | Zábřeh              | Skalička                         |
| Sadolka, Sadala | Zádolka, Zadulka, Zadulky (část Nového Rybníka)                                                                                                   | Zádlka, součást obce Opatov | ?                           | Čechy           | Litomyšl            | Litomyšl                         |
| Sechshäuser, Sechshaus, Sechshütten                                                                                         | Šestidomí, Šest Chalup, Šestchalup (část Jedlové)                                                                                                 | Šest Chalup, součást obce Jedlová | 1685                        | Čechy           | Polička             | Bystré                           |
| Seibelsdorf, Scheibelsdorf                                                                                                  | Žipotín, Žypota, Zipotín, Zibotín, Žibotín | Žipotín, část obce Gruna | 1365                        | Morava          | Moravská Třebová    | Moravská Třebová                 |
| Seibersdorf | Dolní Houžovec | Dolní Houžovec, část města Ústí nad Orlicí                                                                                           | 1292                        | Čechy           | Ústí nad Orlicí     | Lanškroun                        |
| Seifern, Seiffern | Zejpy, Zejfy (Rýžovisko?), (část Dolní Hynčiny)                                                                                                   | Zejfy, součást obce Hynčina | 1308                        | Morava          | Zábřeh              | Mírov                            |
| Selsen | Želívsko, Želivsko | Želivsko | 1318                        | Morava          | Jevíčko             | Borotín                          |
| Schanzen | Na Šancích (samota u Laudona) | název i samota zanikly, součást Mezilesí, části obce Cotkytle                                                                        | ?                           | Čechy           | Lanškroun           | Lanškroun                        |
| Schinderberg | neexistoval (samota u Podolí a Horního Valdsee)                                                                                                   | název i samoty zanikly, součást Podolí, části města Mohelnice                                                                        | ?                           | Morava          | Mohelnice           | -                                |
| Schirmdorf | Semanín | Semanín | 1347                        | Čechy           | Litomyšl            | Litomyšl                         |
| Schittisch, Riedhof | Střítež (osamocená myslivna u Vacetína) | Střítež, součást Svinova, části obce Pavlov                                                                                          | 1320/1567                   | Morava          | Mohelnice           | Mírov/město Mohelnice            |
| Schlettau, Schletta | Slatina | Slatina | 1573                        | Morava          | Jevíčko             | Borotín                          |
| Schloßberg | Zámecký Vrch, Zámeček (pozůstatky zámku a výletní místo u Rudoltic)                                                                               | Zámeček, samota zanikla, součást Rudoltic                                                                                            | zal. 1699                   | Čechy           | Lanškroun           | Lanškroun                        |
| Schmiedgrube | neexistoval (samota u Hynčinova) | název i samota zanikly, součást obce Hynčina                                                                                         | ?                           | Morava          | Zábřeh              | -                                |
| Schneckendorf, Schnekkendörfel                                                                                              | Šnekov | Šnekov, část obce Březina | 1258                        | Morava          | Moravská Třebová    | Moravská Třebová                 |
| Schönhengst | Hřebeč, Hřebečov, Hřebecov, Ohřebec, Jíloves (osada Koclířova, části na Moravě byly částí Kamenné Horky a Boršova)                                | Hřebeč | zal. 1620                   | Čechy           | Litomyšl            | Litomyšl                         |
| Schönwald, Schoenwald | Šumvald | Strážná | 1350, obnoveno kol. r. 1550 | Morava          | Šilperk             | Zábřeh                           |
| Schützendorf | Slavoňov, Slávonov | Slavoňov, část obce Lukavice | 1273                        | Morava          | Mohelnice           | Mírov                            |
| Schweine | Svinov, Sviňov, Svínov | Svinov (Pavlov), část obce Pavlov | 1351                        | Morava          | Mohelnice           | Mírov/město Mohelnice            |
| Sibirien | Sibiř (část Moravské Chrastové) | místní název Sibiř, součást Moravské Chrastové, části obce Brněnec                                                                   | zal. kol. 1875              | Morava          | Svitavy             | -                                |
| Sichelsdorf | Žichlínek, Žihlínek, Zichlínek, Žichlinek | Žichlínek | 1304                        | Čechy           | Lanškroun           | Lanškroun                        |
| Spintiggraben, Spinliggraben, Spinlinggrund, Spindliggrund                                                                  | neexistoval (Špendličí?), (samota u Dolní Hynčiny)                                                                                                | Slovácké Údolí, součást obce Hynčina                                                                                                 | ?                           | Morava          | Zábřeh              | -                                |
| Spittelhaus, Spitalhaus | Špitálky (samota u Prklišova v sousedství Svojanova)                                                                                              | název zanikl, součást Prklišova, části obce Borušov                                                                                  | př. 1810                    | Morava          | Moravská Třebová    | Moravská Třebová                 |
| Spittenmühle | Špitálský Mlýn (osamocený mlýn u Lanškrouna) | název zanikl, pila u Sázavy, katastr města Lanškroun                                                                                 | ?                           | Čechy           | Lanškroun           | Lanškroun                        |
| Spitzrand | neexistoval (samota u Dolní Hynčiny) | název i samota zanikly, součást obce Hynčina                                                                                         | ?                           | Morava          | Zábřeh              | -                                |
| Stangendorf, Wayndol | Vendolí, Vandola | Vendolí | 1320                        | Morava          | Svitavy             | Svitavy                          |
| Steinbach | Kameničný (samota u Dolní Hynčiny) | název i samota zanikly, součást obce Hynčina                                                                                         | př. 1835                    | Morava          | Zábřeh              | Mírov                            |
| Sternteich | Hvězda, Na Rybníce Hvězdě (osada Opatova) | osada zanikla, název rybníka, součást obce Opatov                                                                                    | 1398                        | Čechy           | Litomyšl            | Litomyšl                         |
| Stillfried | Štilfrýdek, Štilfrid (osada Dětřichova) | Víska, součást obce Dětřichov | zal. 1693                   | Čechy           | Litomyšl            | Litomyšl                         |
| Strokele, Strokelle | Strakov (osada Pazuchy) | Strakov | 1347                        | Čechy           | Litomyšl            | Litomyšl                         |
| Tattenitz, Tatenitz | Tatenice, Tetnice | Tatenice | 1267                        | Morava          | Zábřeh              | Zábřeh                           |
| Teichmühle | Rybničný Mlýn, Müllerův Mlýn (samota u Lanškrouna)                                                                                                | Starý Mlýn (hotel), součást města Lanškroun                                                                                          | ?                           | Čechy           | Lanškroun           | Lanškroun                        |
| Thalmühle, Talmühle | Dolský Mlýn, Údolní Mlýn (osamocená přádelna, později mlýn a hostinec u Radkova)                                                                  | název i samoty zanikly, součást obce Radkov                                                                                          | ?                           | Morava          | Moravská Třebová    | -                                |
| Thomigsdorf | Damníkov | Damníkov | 1304                        | Čechy           | Lanškroun           | Lanškroun                        |
| Triebenhof | Třebařovský Dvůr, Třebárov Dvůr, Třebovárovský Dvůr, Třebovárský Dvůr (do r. 1884 část Malého Třebařova)                                          | název zanikl, součást obce Třebařov                                                                                                  | zal. 1770                   | Morava          | Moravská Třebová    | Zábřeh                           |
| Triebitz | Třebovice | Třebovice | 1304                        | Čechy           | Lanškroun           | Lanškroun                        |
| Tschernowyr, Tschernowier, Černowir                                                                                         | Černovír, Černý Vír, Černý Výr, Černovýr | Černovír, část města Ústí nad Orlicí                                                                                                 | 1544                        | Čechy           | Ústí nad Orlicí     | Lanškroun                        |
| Tschuschitz, Suschitz | Sušice, Čušice | Sušice, část města Moravská Třebová                                                                                                  | 1365                        | Morava          | Moravská Třebová    | Moravská Třebová                 |
| Türpes, Tirpes | Trpík | Trpík | 1304                        | Čechy           | Lanškroun           | Lanškroun                        |
| Undangs | Udánky, Oudanek, Údanek, Udánek | Udánky, část města Moravská Třebová                                                                                                  | 1365                        | Morava          | Moravská Třebová    | Moravská Třebová                 |
| Unter-Heinzendorf | Dolní Hynčina, Hynčina | Hynčina (obec vytvořená spojením Dolní Hynčiny a Hynčinova)                                                                          | 1273/obnovena po r. 1560    | Morava          | Zábřeh              | Mírov                            |
| Unter-Schönbrunn | Dolní Jedlová (část Jedlové) | Dolní Jedlová, součást obce Jedlová                                                                                                  | 1349                        | Čechy           | Polička             | Bystré                           |
| Unterwald | Podlesí (část Zářečí a s ním osady Brněnce) | Podlesí, část obce Brněnec | 1557?                       | Čechy           | Polička             | Bělá                             |
| Uttigsdorf | Útěchov, Outěchov | Útěchov | 1365                        | Morava          | Moravská Třebová    | Moravská Třebová                 |
| Überdörfel, Uiberdörfel | Opatovec (dlouho používán německý název) | Opatovec | 1347/1697                   | Čechy           | Litomyšl            | Litomyšl                         |
| Vierhöf, Vierhöfen | Zavadilka, Čtyry Dvory, Čtyři Dvory, Motichov (osada Svinova)                                                                                     | Zavadilka, část obce Pavlov | 1378/obnoveno po r. 1750    | Morava          | Mohelnice           | Žádlovice                        |
| Vierhöfen | Čtyři Dvory, Čtyry Dvory, Čtyrydvory | Čtyři Dvory, součást obce Jedlová | 1547                        | Čechy           | Polička             | Bystré                           |
| Vierzighuben | Čtyřicet Lánů, Čtyřicet Lánův, Čtyrycet Lánů | Lány, část města Svitavy | 1260                        | Morava          | Svitavy             | Svitavy/město Svitavy            |
| Vorder-Ehrnsdorf, Vorder-Ernstdorf, Vorder-Ehrensdorf                                                                       | Přední Arnoštov, Arnoštov | Přední Arnoštov, část obce Městečko Trnávka                                                                                          | 1258                        | Morava          | Moravská Třebová    | Trnávka                          |
| Walkmühle | Valcha (samota u Lanškrouna) | název zanikl, součást katastru města Lanškroun                                                                                       | ?                           | Čechy           | Lanškroun           | Lanškroun                        |
| Wandermühle | neexistoval (osamocená myslivna u Líšnice) | název i samota zanikly, katastr obce Líšnice                                                                                         | ?                           | Morava          | Mohelnice           | -                                |
| Weiberkränke | Na Zavadilce (osamocený hostinec u Grándorfu) | Zavadilka (motorest), součást obce Hradec nad Svitavou                                                                               | ?                           | Morava          | Svitavy             | -                                |
| Weiberkränke | V Lomech (samota u Dolního Houžovce) | samota i název zanikly, místní označení Samoty či Myšina, katastr obce Dolní Houžovec, část města Ústí nad Orlicí                    | ?                           | Čechy           | Ústí nad Orlicí     | -                                |
| Wilhelms-Passek | Vilémova Paseka (samota u Dolní Hynčiny) | název i samota zanikly, součást katastru obce Hynčina                                                                                | ?                           | Morava          | Zábřeh              | -                                |
| Wojes, Woyes | Svojanov, Svánov | Svojanov, část obce Borušov | 1535                        | Morava          | Moravská Třebová    | Moravská Třebová                 |
| Wojeshof | Svojanovský Dvůr, Svanovské Dvory, Svanovské Dvorce (část Karlína)                                                                                | Svojanov - Dvůr či Svojanovský Dvůr, součást Svojanova, části obce Borušov                                                           | zal. 1787                   | Morava          | Moravská Třebová    | Moravská Třebová                 |
| Wolfsdorf | Vlčice, Vlčkov (část Loštic) | Vlčice, část města Loštice | zal. kol. 1824              | Morava          | Mohelnice           | město Uničov                     |
| Wolledorf, Wellendorf, Wahlendorf                                                                                           | Vlachov | Vlachov, část obce Lukavice | zal. kol. 1824              | Morava          | Mohelnice           | město Uničov                     |
| Zackel | Cakle (část Dolních Libchav) | označení Cakle či Cakel, součást Dolních Libchav, část obce Libchavy                                                                 | 1408                        | Čechy           | Ústí nad Orlicí     | Lanškroun                        |
| Zapfenmühle | neexistoval (Šiškový Mlýn?), (osamocený mlýn u Studené Loučky)                                                                                    | název zanikl, na místě vyhořelého mlýna chaty, součást Studené Loučky, části města Mohelnice                                         | před r. 1771                | Morava          | Mohelnice           | Žádlovice, statek Studená Loučka |
| Ziegelscheuer | Cihelna (osamocený hostinec u Moravské Třebové)                                                                                                   | U Komína (hospoda), součást města Moravská Třebová                                                                                   | ?                           | Morava          | Moravská Třebová    | -                                |
| Ziegenfuß | Kozínoha, Kozí Noha, Kozinka | Květná, část obce Luková | 1304                        | Čechy           | Lanškroun           | Lanškroun                        |
| Zohsee, Zosau | Sázava | Sázava | 1304                        | Čechy           | Lanškroun           | Lanškroun                        |
| Zwittau | Svitavy, Svitava | Svitavy | 1256                        | Morava          | Svitavy             | Svitavy/město Svitavy            |
| Zwittau - Vorstadt | Svitavy - Předměstí, Svitava - Předměstí | Svitavy - Předměstí, městská část města Svitavy                                                                                      | ?                           | Morava          | Svitavy             | Svitavy                          |